# Лук вальковатолистный
Лук вальковатолистный (лат. Allium teretifolium) — многолетнее травянистое растение, вид рода Лук (Allium) семейства Луковые (Alliaceae).

## Распространение и экология
В природе ареал вида охватывает Тянь-Шань.
Произрастает на щебнистых склонах.

## Ботаническое описание
Луковицы удлинённо-яйцевидные, диаметром 1—1,5 см, по 2—нескольку прикреплены к короткому корневищу, с бурыми или рыжевато-бурыми, кожистыми, сетчато-нервными, наружными сетчато-волокнистыми оболочками, обхватывающими основание стебля. Стебель высотой 15—50 см, на четверть или до половины одетый гладкими влагалищами листьев.
Листья в числе 3—4, нитевидные, шириной около 0,5 мм, желобчатые, бороздчатые, гладкие, короче стебля.
Чехол с носиком до полутора раз превышающим основание чехла, равен зонтику или немного короче его, остающийся. Зонтик пучковатый или чаще пучковато-полушаровидный, обычно многоцветковый. Листочки колокольчатого околоцветника розовые с пурпурной жилкой, почти равные, ланцетные, островатые, длиной 6—9 мм. Нити тычинок в полтора раза короче листочков околоцветника, у основания между собой и с околоцветником сросшиеся, обычно цельные, наружные треугольно-шиловидные, внутренние при основании в три раза шире, треугольные. Столбик не выдается из околоцветника.
Коробочка в 2 раза короче околоцветника.

## Таксономия
Вид Лук вальковатолистный входит в род Лук (Allium) семейства Луковые (Alliaceae) порядка Спаржецветные (Asparagales).
|  |                                      |  |                                                             |                                                             |                   |  | ещё 24 семейства (согласно Системе APG II) | ещё 24 семейства (согласно Системе APG II) |                           |  |  |  | ещё более 870 видов |
|  |                                      |  |                                                             |                                                             |                   |  | ещё 24 семейства (согласно Системе APG II) | ещё 24 семейства (согласно Системе APG II) |                           |  |  |  | ещё более 870 видов |
|  |                                      |  |                                                             | порядок Спаржецветные                                       |                   |  |                                            |                                            | род Лук                   |  |  |  |                     |
|  |                                      |  |                                                             | порядок Спаржецветные                                       |                   |  |                                            |                                            | род Лук                   |  |  |  |                     |
|  | отдел Цветковые, или Покрытосеменные |  |                                                             |                                                             | семейство Луковые |  |                                            |                                            | вид Лук вальковатолистный |  |  |  |                     |
|  | отдел Цветковые, или Покрытосеменные |  |                                                             |                                                             | семейство Луковые |  |                                            |                                            |                           |  |  |  |                     |
|  |                                      |  | ещё 44 порядка цветковых растений (согласно Системе APG II) | ещё 44 порядка цветковых растений (согласно Системе APG II) |                   |  |                                            | ещё около 300 родов                        | ещё около 300 родов       |  |  |  |                     |
|  |                                      |  |                                                             | ещё 44 порядка цветковых растений (согласно Системе APG II) |                   |  |                                            |                                            | ещё около 300 родов       |  |  |  |                     |